# Peshwa

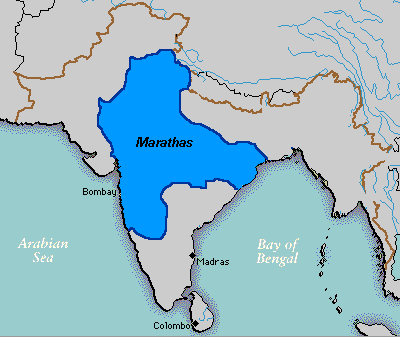
Imperi Maratha en el seu zenit el 1760

Un peshwa (en marathi पेशवे peśvā) era un braman Primer Ministre dels txattrapatis(reis) marathes. Els peshves van començar comandant els exèrcits marathes i posteriorment van esdevenir els governants hereditaris de l'Imperi Maratha del centre de l'Índia de 1749 a 1818. Abans del 1700, un peshwa rebia l'estatus de rei durant vuit o nou anys. Durant el seu regnat, l'imperi va assolir el seu zenit dominant la major part del subcontinent indi. Van dirigir la major expansió de l'Imperi Maratha als voltants de 1760 amb l'ajut dels sardars (Generals) Holkar, Shinde, Bhosale, Pantpratinidhi, Gaikwar, Panse, Vinchurkar, Pethe, Raste, Phadke, Patwardhan, Pawar, Pandit i Purandare, i també com l'eventual annexió a la Companyia Britànica de les Índies Orientals el 1818.

## Títol
La paraula Peshwa pot ser originària del persa, amb el significat de més avançat, i va ser introduïda a Dècan pels governants musulmans. Després de la seva coronació com a Chhatrapati Maratha el 1674, Shivaji, fundador de l'imperi Maratha, va nomenar Moropant Trimbak Pingle com a primer Peshwa. No obstant això, el primer Peshwa va ser Sonopant Dabir, nomenat per Shahaji per assistir a Shivaji. Els deures i autoritats d'un Peshwa eren equivalents als d'un Primer Ministre. Shivaji va canviar de nom aquest càrrec com a "Pantpradhan" el 1674, però aquest nom va ser menys freqüentment utilitzat.

## Moropant Trimbak Pingle
Moropant Trimbak Pingle va ser el primer Peshwa (Primer Ministre) de la cort de Shivaji, el rei que va fundar l'Imperi Maratha a l'oest de l'Índia. Va entrar al servei de Shivaji el 1647. Va ser un dels guerrers de la famosa guerra de 1659 contra Afzal Khan. Posteriorment també va guanyar la batalla del Fort Trimbakeshwar, i va assistir a Netaji Palkar a la batalla de Wani-Dindori contra els Mogols i a la guerra de Surat de 1665.
Se li poden atribuir unes tècniques d'administració d'ingressos encertades, així com el paper que va desenvolupar en la planificació dels recursos de les fortaleses.
A la mort de Shivaji el 1680, es trobava ocupat supervisant l'activitat als Forts Salher i Mulher, a Baglan. Va morir el 1683.

## Ramchandra Pant Amatya (Bawadekar)
Ramchandra Pant Amatya va rebre l'estatus de rei de Chhatrapati Rajaram com a Hukumatpanha durant 10 anys, entre 1689 i 1699. Bàsicament va ser un bon administrador que va ascendir del rang local de Kulkarni al rang de Ashtapradhan, gràcies a l'orientació i al suport de Shivaji Maharaj, i també va ser un dels Peshwas prominent anteriors al 1700.
Va recuperar molts forts dels Mogols entre 1690 i 1694. Alguns forts van ser capturats personalment per ell fent servir tècniques de guerra de guerrilla. Quan Chhatrapati Rajaram va fugir a Gingi el 1689, abans de deixar Maharastra, va atorgar el títol de "Hukumatpanha" (estatus de rei) to Ramchandra. En absència del Chhatrapati va dirigir tot l'estat enfrontant-se a molts problemes com la influència del Mogols, la traïció dels Vatandars, i l'escassetat d'aliment. Amb l'ajuda del Pant Pratindhi i del Pant Sachiv, va mantenir l'economia Maratha en bon estat. Va rebre molta ajuda militar dels grans guerrers Maratha Santaji Ghorpade i Dhanaji Jadhav. Va participar directament sovint en moltes guerres, especialment entre 1689 i 1695, va recuperar personalment molts forts en mans dels Mogols al sud de Maharastra i va exercir el paper de reis en funcions en absència de Chhatrapati Rajaram.
El 1698, va deixar el càrrec de Hukumatpanha i Rajaram el va oferir a la seva muller, Tarabai. Tarabai va atorgar una posició important a Ramchandra Pant en l'alta administració de l'estat Maratha. Va escriure un llibre titulat Adnyapatra मराठी: आज्ञापत्र, el qual explica diferents tècniques de guerra, el manteniment als forts, l'administració, etc.
Els conceptes del Adnyapatra i la saviesa i el lideratge de Tarabai, van contribuir en gran manera en la construcció del fonaments d'estat de l'Imperi Maratha. Com era més lleial a Tararani que a Shahu, va ser marginat després de l'arribada de Shahu. Posteriorment, el càrrec de Peshwa va ser atorgat a Balaji Vishwanath el 1713. Ramchandra Pant va morir el 1716 al Fort de Panhala.

## Família Bhat
El càrrec va fer traslladar-se a la família Bhat des de Shrivardhan, a la regió de Konkan, en ocasió del nomenament de Balaji Vishwanath com Peshwa del quart Chattrapati Shahuji el 1713. El nomenament del seu fill, Baji Rao I com a Peshwa el 1719 per Shahu va convertir el càrrec en hereditari dins de la família Bhat, i també va conduir a una rebel·lió del General Trimbak Rao Dabhade, the senapati (comandant en cap), sobre el Chauthai (recaptador d'ingressos) de Gujarat. Els seguidors de Baji Rao i Trimbak es van enfrontar en la Batalla de Bilhapur l'1 d'abril de 1731, on Trimbak va ser mort, proporcionant als Peshwas i la família Bhat el control indiscutible sobre els Maratha. Shahu, que també va anomenar Peshwa al fill de Baji Rao el 1740, va donar autoritat considerable als Peshwas per comandar els exèrcits Maratha, i aquests van respondre correctament durant els seus regnats.
En el moment de la seva mort el 1749, Shahu havia fet als Peshwas successors seus sota aquestes condicions. Els descendents de Shivaji', que es van mantenir com a Rajàs titulars de Satara, van ser anomenats Swami (Marathi per L'autèntic propietari) pels Peshwas, que els informaven a ells i anaven a trobar orientació del Raja. No obstant això, el Peshwa també va esdevenir un cap ceremonial d'estat després de la batalla de Panipat i la mort de Madhavrao.

## Llegat
El primer Peshwa que va rebre l'estatus de rei va ser Ramchandra Pant Amatya Bawdekar el 1689, estatus atorgat per Chhatrapati Rajaram. El primer Peshwa de la família Bhat va ser Balaji Vishwanath Bhat, un braman Chitpavan (una comunitat braman de Konkan). Va ser succeït com a Peshwa pel seu fill Baji Rao I, el qual mai va perdre una batalla. Baji Rao i el seu fill, Balaji Baji Rao, va viure el període de màxima expansió Maratha (vegeu mapa a dalt a la dreta), que va arribar al seu final amb la derrota Maratha contra l'exèrcit afganès a la Tercera batalla de Panipat el 1761. L'últim Peshwa, Baji Rao II, va ser derrotat per la Companyia Britànica de les Índies Orientals a la Batalla de Khadki, la qual forma part de la Tercera Guerra Anglo-Maratha (1817 - 1818). El territori dels Peshwa al centre de Maharashtra va ser annexat pels britànics a l'estat de Bombai.

## Peshwes
- Sonopant Dabir (1640-1652)
- Shyampant Kulkarni-Ranzekar (1652-1657)
- Moropant Trimbak Pingle (1657-1683)
- Moreshwar Pingale (1683-1689)
- Ramchandra Pant Amatya (1689-1708)
- Bahiroji Pingale (1708-1711)
- Parshuram Tribak Kulkarni (1711-1713)
- Balaji Vishwanath (1713 - 2 d'abril de 1720)
- Bajirao I (17 d'abril de 1720 - 28 d'abril de 1740)

Des de 1749, després de la mort de Shahu, el Peshwa es va convertir en cap de l'Imperi Maratha, informant directament al Chatrapati.
- Balaji Bajirao (4 de juliol de 1740 - 23 de juny de 1761)
- Madhavrao (1761 - 18 de novembre de 1772)

D'aqui endavant van seguir com a titulars 
- Narayanrao Bajirao (13 de desembre de 1772 - 30 d'agost de 1773)
- Raghunathrao (5 de desembre de 1773 - 1774) autoproclamat, no acceptat pel Chatrapati
- Sawai Madhavarao II Narayan (1774 - 27 d'octubre de 1795)
- Chimnajee Madhavarao (26 de maig de 1796 - 3 de desembre de 1796) (germà de Bajirao II, adoptat per la muller de Madhavrao II)
- Bajirao II (4 de desembre de 1796 - 3 de juny de 1818)
- Amritrao (germà de Bajirao II), Peshwa per un període breu durant el setge de Yashwantrao Holkar a Poona. Bajirao va ser posteriorment restablert pels britànics.
- Nana Sahib (1 de juliol de 1857 - 1858)

## Generals i diplomàtics dels Peshwes (de 1720 a 1795)
- Ranoji Scindia
- Malhar Rao Holkar
- Udaji Pawar
- Govind Pant Bundele
- Pilaji Jadhav
- Pilaji Gaekwad
- Visaji Krushna Biniwale
- Nana Phadnis
- Mahadji Shinde